# Pluteus murinus
Pluteus murinus Bres., Annales Mycologici 3: 160 (1905).
Il Pluteus murinus è un fungo saprofita non edule appartenente alla famiglia delle Pluteaceae.

## Descrizione della specie
Cappello
3-6 cm, prima convesso poi appianato, talvolta con umbone ottuso al centro
cuticolacolore grigio-brunastro, più scura al centro, vellutata al centro da dense fibrille o scaglie pelose che diradano verso il margine
marginestriato-solcato.
Lamelle
Fitte, libere, minute, panciute, biancastre, poi da rosa-salmone a bruno-rosa, con il filo più o meno irregolare.
Gambo
3-7 x 0,5-0,8 cm, compatto, sodo, pieno, cilindrico e leggermente ingrossato verso la base; concolore al cappello con strie verticali biancastre.

Carne
Bianca, compatta ma molle; odore e sapore insignificanti.
Microscopia
Spore6,4-7,6 × 5,3-6,2 µm, subglobose od ovali, lisce, bruno-rosa in massa.
pleurocistidiclavati o lageniformi
cheilocistidiclavati o fusiformi-lageniformi, con collo corto
giunti a fibbiaassenti.

## Habitat
Cresce in estate-autunno, su frammenti di legno o su ceppi, nelle zone ombreggiate dei boschi.

## Commestibilità
Scadente, non commestibile.

## Etimologia
Dal latino murinus = di topo, per il colore grigio del suo cappello.

## Sinonimi e binomi obsoleti
- Agaricus ephebeus Fr., Observationes mycologicae (Kjøbenhavn) 2: 87 (1818)
- Pluteus lepiotoides A. Pearson, Trans. Br. mycol. Soc. 35(2): 109 (1952)
- Pluteus ephebeus (Fr.) Gillet, Hyménomycètes (Alençon): 392 (1876)
- Pluteus pearsonii P.D. Orton, Trans. Br. mycol. Soc. 43: 361 (1960)